# ЕЛВІН і бурундуки (мультсеріал 2015)
Елвін і бурундуки (англ. ALVINNN!!! and the Chipmunks) — американсько-французький мультсеріал заснований на фільмах про Елвіна та бурундуків і вийшов 30 березня 2015 року на M6 у Франції.

## Сюжет
Мультсеріал розповідає про трьох бурундуків, яких Девід зробив своїми дітьми та їх подружок бурундучих. В більшості серій, коли Елвін виводить Девіда із себе, то Дейв кричить: Елвіннн! Мультсеріал розповідає про сучасні часи, в яких зачіпають такі проблеми, як: технологічні проблеми чи шкільні знущання.

## Виробництво
Продюсерами серіалу є Росс Багдасар'ян та Дженіс Карман, Сандрін Нгуєн і Борис Герцог з американської продюсерської компанії Bagdasarian Productions і французької компанії OuiDo!, яка займається анімацією та розкадруванням, а перша відповідає за голос та музику.
У жовтні 2016 року мультсеріал було продовжено на третій і четвертий сезони. Наприкінці 2018 року продовжено на п'ятий сезон. В листопаді 2019 року було заплановано випустити шостий і сьомий сезон. У грудні 2023 року Багдасар'ян заявив у телефонному інтерв'ю, що виробництво серіалу було припинено роком раніше , тобто шостий і сьомий сезони були скасовані.

## Серії
| Сезон | Серії | Перший показ                                     | Останній показ                                   |
| ----- | ----- | ------------------------------------------------ | ------------------------------------------------ |
| 1     | 26    | 30 березня 2015 (Франція) 3 серпня 2015 (США)    | 13 листопада 2015 (Франція) 8 березня 2016 (США) |
| 2     | 26    | 16 листопада 2016 (Франція) 9 березня 2016 (США) | 3 жовтня 2017 (Франція) 3 червня 2017 (США)      |
| 3     | 26    | 8 березня 2018 (Франція) 10 червня 2017 (США)    | 28 лютого 2019 (Франція) 19 червня 2019 (США)    |
| 4     | 26    | 2 липня 2019 (Франція) 20 червня 2019 (США)      | 7 березня 2021 (Франція) 22 лютого 2021 (США)    |
| 5     | 26    | 23 серпня 2021 (Франція) 23 лютого 2021 (США)    | 2 грудня 2022 (Франція) 4 березня 2023 (США)     |

## Оригінальне озвучення
- Рос Багдасар'ян — Дейв, Елвін, Саймон
- Джаніс Кермен — Теодор, Брітанні, Джанет, Місс Сміт
- Ванеса Чемберс — Елеонора
- Майк Багдасарян — Кевін (дитина Нерді)

## Український дубляж
Дубльовано студією «1+1» у 2016—2023 роках.
- Павло Скороходько — Елвін
- Андрій Федінчик — Саймон (сезони 1-4)
- Володимир Гурін — Саймон (сезон 5)
- Олександр Погребняк — Теодор
- Михайло Тишин — Дейв
- Юлія Перенчук — Брітанні
- Катерина Буцька — Джанет
- Анна Дончик — Елеонора (сезони 1-4)
- Єлизавета Зіновенко — Елеонора (сезон 5)

А також: Наталя Ярошенко, Лідія Муращенко, Ірина Дорошенко, Ярослав Чорненький, Євген Пашин, Олег Лепенець, Михайло Жонін, Дмитро Завадський, Андрій Твердак, Дмитро Нежельський, Дмитро Рассказов-Тварковський та інші.